# Clitocybe inversé
Lepista flaccida, Paralepista flaccida
Espèce
Le Clitocybe inversé est une espèce (Lepista flaccida) de champignons basidiomycètes de la famille des Tricholomataceae. C'est un nom générique qui recouvre un continuum de taxons dont la séparation ou non en espèces distinctes (Lepista inversa, Lepista gilva) n'est pas complètement consensuelle. Il s'agit d'un champignon aux teintes crème pâle à orangé, dont le chapeau prend souvent une forme d'entonnoir à maturité. Il présente de nombreuses variantes morphologiques en fonction de son habitat (sous les feuillus ou les conifères), du climat et de la saison de fructification. C'est un comestible, mais qui ressemble beaucoup au Clitocybe à bonne odeur, une espèce très toxique, bien que plus rare.

## Dénominations et taxinomie

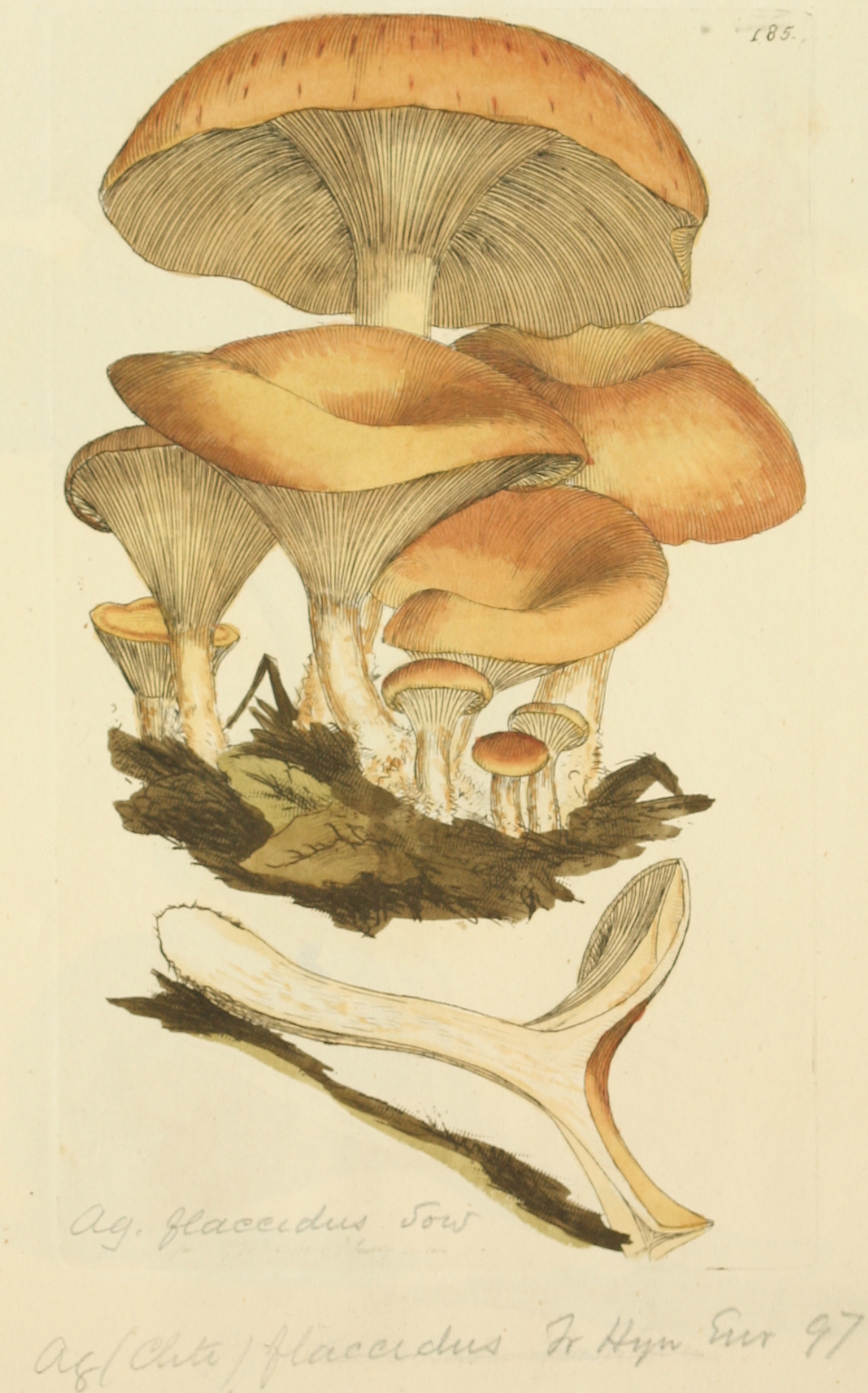
Planche colorée de la description initiale dAgaricus flaccidus par James Sowerby.

La nomenclature et l'histoire taxinomique de ce champignon sont compliquées par le fait qu'on a longtemps considéré au moins deux espèces distinctes. En 1772, Giovanni Antonio Scopoli décrit d'abord Agaricus inversus, puis James Sowerby décrit Agaricus flaccidus en 1799. Une troisième espèce, Agaricus gilvus, est proposée en 1801 par Christiaan Hendrik Persoon. Dans les décennies suivantes, plusieurs combinaisons de ces noms sont formulées par différents auteurs. Ils sont transférés dans le genre Clitocybe, puis dans Lepista par Narcisse Théophile Patouillard en 1887.
En 2012, une analyse phylogénétique met en évidence que ces champignons forment un clade séparé et propose de réintégrer le genre Paralepista, alors utilisé comme sous-genre, pour les classer. Cette réorganisation n'est pas encore consensuelle et certains auteurs préfèrent garder un taxon unique, bien que morphologiquement variable. Plusieurs variétés sont néanmoins considérées. En raison de l'historique nomenclatural, certaines ont des noms communs différents :
- Lepista flaccida var. flaccida — Clitocybe inversé des feuillus[4] ;
- Lepista flaccida var. inversa (syn. Lepista inversa) — Clitocybe inversé des conifères[5] ;
- Lepista flaccida var. lobata (syn. Lepista gilva) — Clitocybe à guttules[4], Clitocybe jaunâtre[6].

## Description

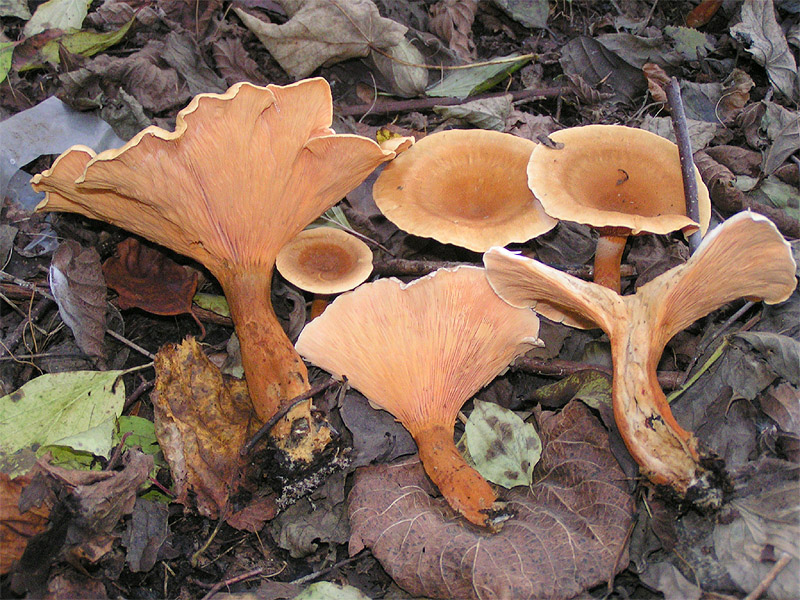
Spécimens de différents âges.

Le chapeau est assez irrégulier, ombiliqué à infundibuliforme, et mesure entre 1,7 et 8 cm de diamètre. Il est mat et soyeux, flasque, de couleur crème orangé à beige ochracé plus ou moins roussâtre. Avec l'âge, il se couvre parfois de taches hygrophanes qui lui donne une structure marbrée ou pustulée. La marge est mince et étroitement enroulée. Les lames sont serrées et très décurrentes, de couleur crème. Le stipe est égal à subclavé, farci mais fistuleux à maturité, parfois strigueux à la base. Il est blanchâtre puis ochracé. La chair est un peu élastique, crème à brun pale. Sa saveur est fongique et son odeur indistincte, ou faiblement épicée et herbeuse. La sporée est blanche, crème pâle ou légèrement orangé.
Le champignon montre une importante variabilité morphologique qui a conduit à considérer plusieurs espèces séparées. Ainsi la variété flaccida, qui pousse sous les feuillus, est d'un roux plus terne, la varitété inversa, sous conifères, a un chapeau lisse et brillant, et la forme gilva est plus pâle et jaunâtre.

### Espèces proches
Le Clitocybe inversé ressemble beaucoup au Clitocybe en entonnoir (Infundibulicybe gibba), dont il se distingue par ses lames nettement plus serrées, sa chair un peu plus épaisse et son chapeau généralement plus coloré. Le Clitocybe géotrope (Infundibulicybe geotropa) est un sosie géant, qu'on peut confondre lorsqu'il est jeune.
Un risque important de confusion existe en outre avec le Clitocybe à bonne odeur (Paralepistopsis amoenolens), qui est nettement plus méridional et dégage une forte odeur fruitée-aromatique, agréable, irinée, de seringat, de jasmin, ou évoquant la fleur d'oranger,. C'est un champignon très toxique provoquant un syndrome acromélalgien qui se manifeste par des œdèmes et des sensations de brûlures très douloureuses aux extrémités des mains et surtout des pieds pendant 3 à 5 semaines.

## Écologie et distribution
Le Clitocybe inversé est une espèce très fréquente, qui apparait en troupes denses dans les forêts de conifères (var. inversa) ou de feuillus (var. flaccida), en plaine comme en montagne. Il aime les sols enrichis en azote et fructifie de la fin août à début janvier.
Les variations morphologiques du champignon suivent un motif clinal et semblent influencées par la température et l'humidité. Les variantes qui apparaissent en début de saison ont un port plus élancé (longueur du stipe supérieure au diamètre du chapeau) et des teintes jaunes, alors que celles de fin de saison sont plus trapues et de couleur orangé à roux brunâtre. On rencontre cependant de nombreuses formes intermédiaires, et les deux variantes ont déjà été observées dans le même rond de sorcières.

Exemples de variations morphologiques
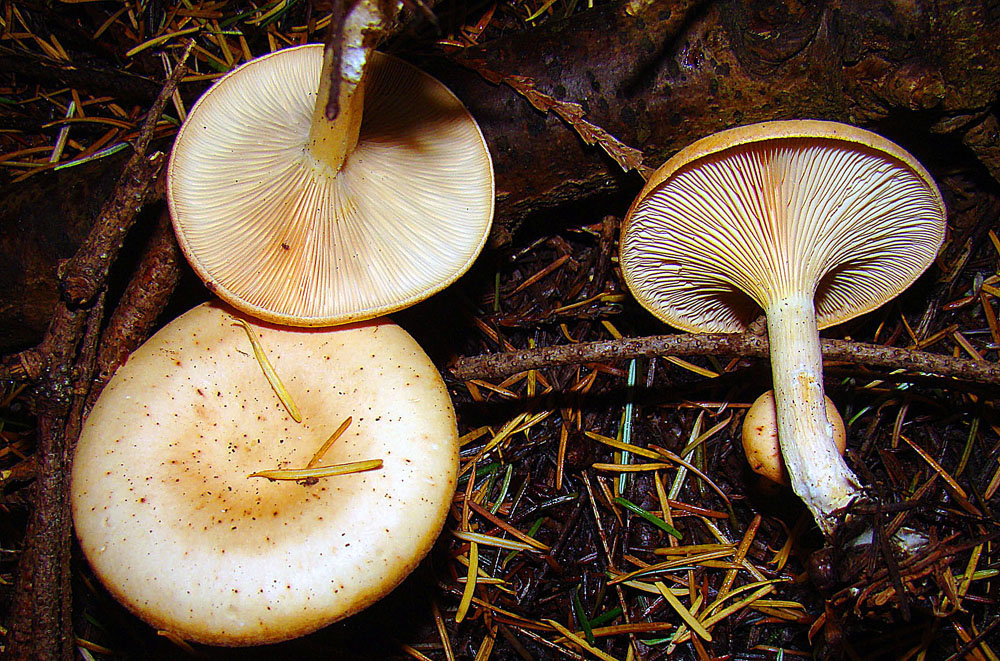
Chapeaux pâles, sous conifères (ouest du Canada).
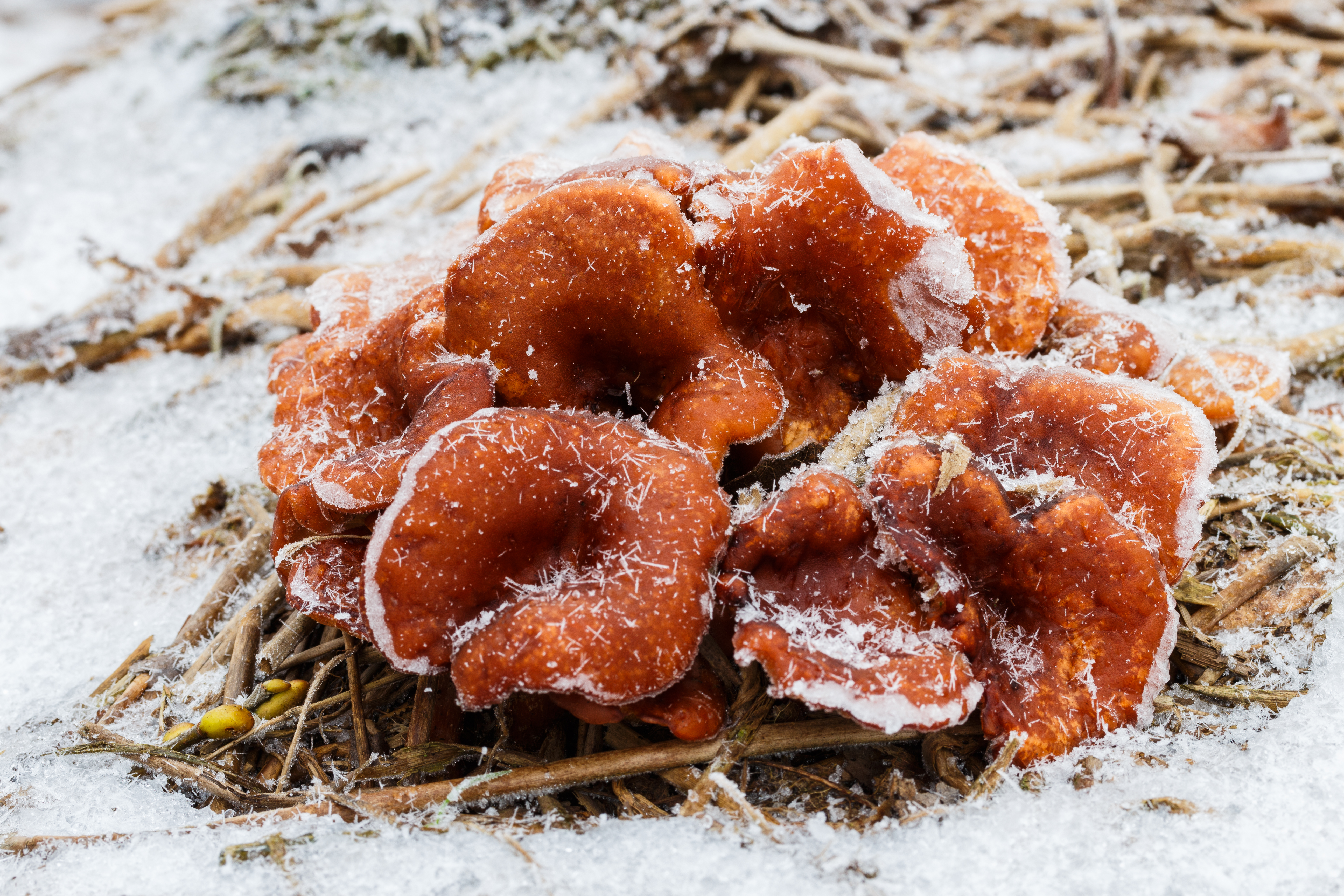
Chapeaux roux foncé, sous la neige (Pays-Bas).
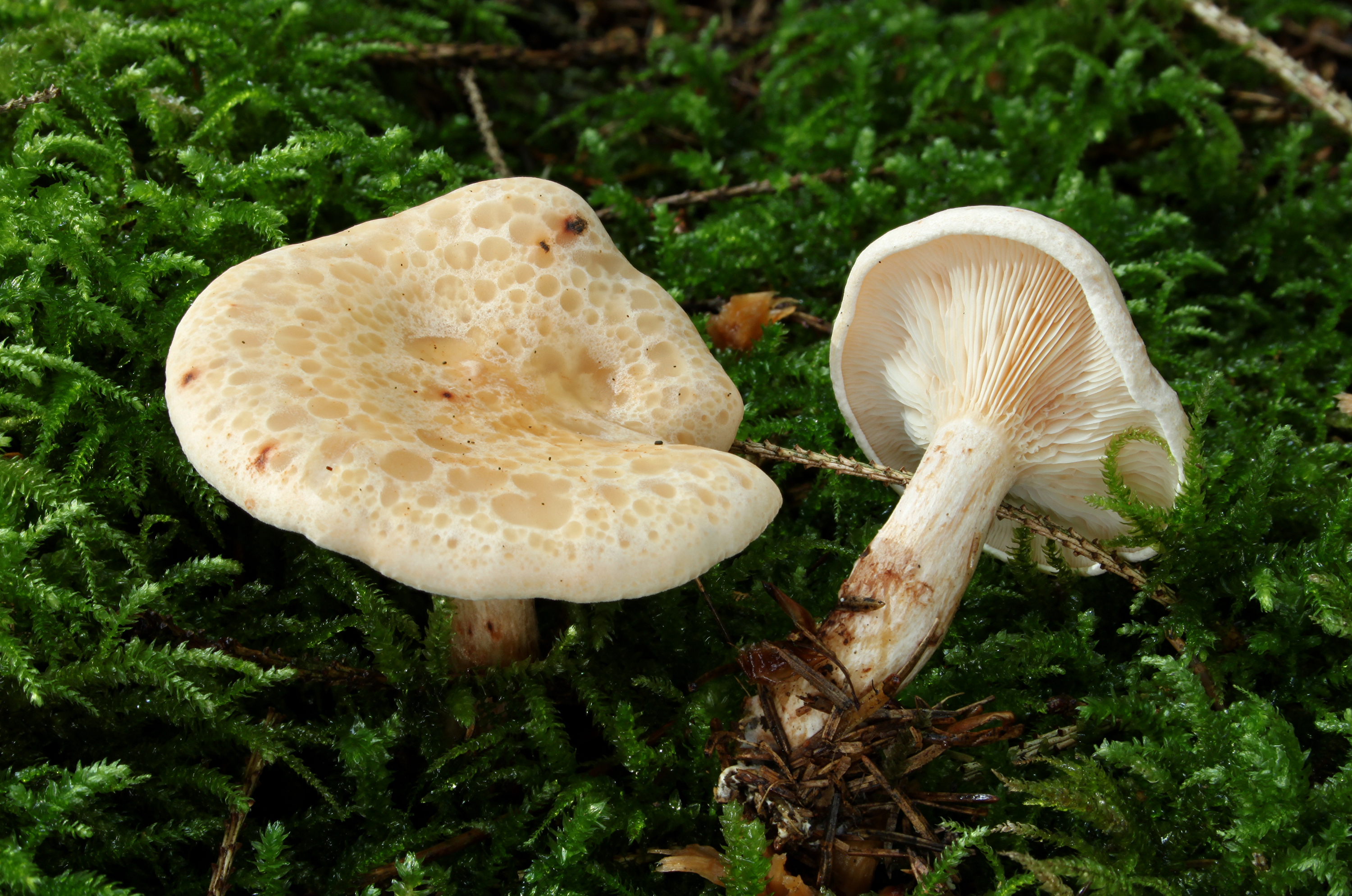
Taches hygrophanes en guttules (sud de l'Allemagne).

## Comestibilité
C'est un champignon comestible moyen, parfois amer,. Néanmoins, le risque élevé de confusion avec le très toxique Clitocybe à bonne odeur, qui a provoqué de sévères empoisonnements notamment en Savoie, pousse à ne pas en promouvoir la cueillette.

## Potentiel thérapeutique
La molécule 2,6-diaminopurine (DAP) issue de Lepista flaccida aurait un intérêt thérapeutique en étant capable de supprimer l’impact d’une mutation non sens ou STOP qui entraîne un arrêt de la traduction. En présence de DAP  cette mutation n’est plus reconnue comme un signal d’arrêt de la traduction et la synthèse de la protéine peut se poursuivre. 
Le modèle étudie in vitro (cellules en culture, organoides) et in vivo (modèle murin) est celui de la mucoviscidose, suggérant un intérêt thérapeutique pour les patients atteints de mucoviscidose liée à ce type de mutation particulière dite « non-sens »,. Ces mutations sont présentes chez 10% des patients atteints de mucoviscidose. La DAP apparaît non toxique et à une bonne distribution tissulaire. Elle n’a pas encore été testée chez l’homme.